# بیش‌دین‌گرایی
بیش‌دین‌گرایی (به انگلیسی: Hyperreligiosity) گونه‌ای اختلال روانی است که در آن، فرد دچار تجربه‌های دینی و مذهبی شدید می‌شود به گونه‌ای که با زندگی روزمره وی تداخل می‌کند. به‌طور معمول فرد دچار هذیان می‌شود و بر مفاهیم دینی یا خداناباوری تمرکز شدید پیدا می‌کند. این حالت به گونه‌ای است که با زندگی اجتماعی و کاری فرد تداخل پیدا می‌کند. بیش‌دین‌گرایی ممکن است همراه برخی دیگر از اختلال‌ها همچون صرع، روان‌پریشی و تحلیل لوب پیش‌کناری یا دژنراسیون لوبار فرونتومپورال، همراه باشد. بیش‌دین‌گرایی یکی از نشانه‌های نشانگان گشویند است که با صرع لوب گیجگاهی مرتبط دانسته می‌شود.

## نشانه‌ها
تمایل بسیار زیاد برای مسائل روحانی، تجربه‌های مذهبی و اسرارآمیز، توهم‌های مذهبی، افکار مرتبط با قانونمندی سفت و سخت، و به‌طور کل، مذهبی بودن بیش از حد و نامتعارف، از نشانه‌های بیش‌دین‌گرایی دانسته شده‌اند. توهم‌های مذهبی و فراطبیعی می‌تواند نشانه بارز این اختلال باشد. اختلال بیش‌دین‌گرایی، خلاف نامش، ممکن است کمی گمراه‌کننده به چشم آید؛ چرا که تمامی این نشانه‌ها شامل افراد خداناباور نیز می‌گردد.

## سبب‌ها
صرع، به‌ویزه صرع لوب گیجگاهی که ممکن است شامل تجربه شیدایی نیز باشد، تحلیل لوب پیش‌کناری یا دژنراسیون لوبار فرونتومپورال، گونه‌ای تورم مغزی (Anti-NMDA receptor encephalitis)، روان‌پریشی ناشی از مصرف مواد، و روان‌پریشی به‌طور کلی، از جمله نشانه‌های بیش‌دین‌گرایی هستند. در افراد دچار صرع، بیش‌دین‌گرایی ممکن است در میان غش کردن‌های پیاپی به صورت دوره‌ای و بیش‌تر به صورت مزمن و دائمی ایجاد شود و به‌طور کلی یک ویژگی شخصیتی فرد به حساب آید. در یک پژوهش کوچک، رابطه‌ای میان تحلیل رفتن اندازه هیپوکامپ سمت راست با بیش‌دین‌گرایی یافت شد. همچنین در بیش‌دین‌گرایانی که دچار گونه‌ای روان‌پریشی نیز بوده‌اند، افزایش کارکرد نواحی سمت چپ مغز مشاهده شد. از نظر داروشناختی، کم‌کارکردی یا بی‌کارکردی مسیرهای دوپامینرژیک، کارای درگیر در اختلال بیش‌دین‌گرایی دانسته شده‌است.

## درمان
در مواردی که صرع، کارای اصلی بیش‌دین‌گرایی تشخیص داده شود، می‌توان از داروهای ضد صرع بهره برد.